# Piet Esser
Vincent Pieter Semeyn Esser (bolje znan kot Piet Esser), nizozemski kipar, * marec 1914, † 19. november 2004.
Esser je bil eden najbolj znanih nizozemskih kiparjev 20. stoletja.